# Fountain County
Fountain County ist ein County im Bundesstaat Indiana der Vereinigten Staaten. Der Verwaltungssitz (County Seat) ist Covington.

## Geographie
Das County liegt im Westen von Indiana, ist etwa 20 km von Illinois entfernt und hat eine Fläche von 1031 Quadratkilometern, wovon sechs Quadratkilometer Wasserfläche sind. Es grenzt im Uhrzeigersinn an folgende Countys: Tippecanoe County, Montgomery County, Parke County, Vermillion County und Warren County.

## Geschichte
Fountain County wurde am 20. Dezember 1825 aus Teilen des Montgomery County gebildet. Benannt wurde es nach Major James Fontaine aus Kentucky, der sich beim Amerikanischen Unabhängigkeitskrieg hervortat und bei Fort Wayne getötet wurde.
11 Bauwerke und Stätten des Countys sind im National Register of Historic Places eingetragen (Stand 1. September 2017).

## Demografische Daten

Alterspyramide des Fountain Countys (Stand: 2000)

Nach der Volkszählung im Jahr 2000 lebten im Fountain County 17.954 Menschen in 7041 Haushalten und 5041 Familien. Die Bevölkerungsdichte betrug 18 Einwohner pro Quadratkilometer. Ethnisch betrachtet setzte sich die Bevölkerung zusammen aus 98,71 Prozent Weißen, 0,11 Prozent Afroamerikanern, 0,20 Prozent amerikanischen Ureinwohnern, 0,18 Prozent Asiaten, 0,01 Prozent Bewohnern aus dem pazifischen Inselraum und 0,28 Prozent aus anderen ethnischen Gruppen; 0,52 Prozent stammten von zwei oder mehr Ethnien ab. 1,06 Prozent der Bevölkerung waren spanischer oder lateinamerikanischer Abstammung.
Von den 7041 Haushalten hatten 32,6 Prozent Kinder unter 18 Jahre, die mit ihnen im Haushalt lebten. 59,1 Prozent waren verheiratete, zusammenlebende Paare, 8,0 Prozent waren allein erziehende Mütter und 28,4 Prozent waren keine Familien. 24,8 Prozent waren Singlehaushalte und in 12,6 Prozent lebten Menschen mit 65 Jahren oder darüber. Die Durchschnittshaushaltsgröße betrug 2,52 und die durchschnittliche Familiengröße lag bei 3,00 Personen.
26,2 Prozent der Bevölkerung waren unter 18 Jahre alt, 7,2 Prozent zwischen 18 und 24, 27,9 Prozent zwischen 25 und 44 Jahre. 23,1 Prozent zwischen 45 und 64 und 15,6 Prozent waren 65 Jahre alt oder älter. Das Durchschnittsalter betrug 38 Jahre. Auf 100 weibliche Personen kamen 98,5 männliche Personen. Auf 100 Frauen im Alter von 18 Jahren und darüber kamen 93,6 Männer.
Das jährliche Durchschnittseinkommen eines Haushalts betrug 38.119 USD, das Durchschnittseinkommen der Familien 43.330 USD. Männer hatten ein Durchschnittseinkommen von 33.957 USD, Frauen 21.631 USD. Das Prokopfeinkommen betrug 17.779 USD. 6,2 Prozent der Familien und 8,5 Prozent der Bevölkerung lebten unterhalb der Armutsgrenze.

## Orte im County
- Attica
- Aylesworth
- Cates
- Centennial
- Coal Creek
- Covington
- Fountain
- Graham
- Harveysburg
- Hillsboro
- Kingman
- Layton
- Mellott
- Newtown
- Riverside
- Rob Roy
- Roberts
- Silverwood
- Steam Corner
- Stone Bluff
- Veedersburg
- Vine
- Wallace
- Yeddo

Townships
- Cain Township
- Davis Township
- Fulton Township
- Jackson Township
- Logan Township
- Millcreek Township
- Richland Township
- Shawnee Township
- Troy Township
- Van Buren Township
- Wabash Township